# Środkowa grupa marszowa OUN-B
Środkowa grupa marszowa OUN-B (grupa „Centr”) – grupa marszowa Organizacji Ukraińskich Nacjonalistów OUN-B (banderowców) sformowana w rejonie Przemyśla tuż po agresji III Rzeszy na ZSRR. Na jej czele stanął Mykoła Łemyk (ps. Senyszyn).
Kierunek przemarszu: Lwów, Tarnopol, Krzemieniec, Winnica i Charków.

## Struktura organizacyjna
- prowidnyk (komendant)
- sztab grupy:
  - zastępca prowidnyka
  - referent personalny
  - referent łączności
  - referent wojskowy
  - referent gospodarczy
- sekretarka-maszynistka
- 17–18 drużyn (rojów) po 5–12 członków OUN-B